# Epicephala squamella
Epicephala squamella är en fjärilsart som beskrevs av Kuznetzov och Seksjaeva V.Baryshnikova 2001. Epicephala squamella ingår i släktet Epicephala och familjen styltmalar.
Artens utbredningsområde är Vietnam. Inga underarter finns listade i Catalogue of Life.